# Estação Patria
A Estação Patria é uma das estações do VLT de Guadalajara, situada em Guadalajara, entre a Estação Isla Raza e a Estação España. Administrada pelo Sistema de Tren Eléctrico Urbano (SITEUR), faz parte da Linha 1.
Foi inaugurada em 1º de setembro de 1989. Localiza-se no cruzamento da Avenida Cólon com a Avenida Patria. Atende os bairros El Sauz e Lópes Portillo.